# NHK地域局発
『NHK地域局発』（エヌエイチケイちいききょくはつ）は、2020年9月28日からNHK総合で放送されている地域情報番組放送枠である。
2020年4月3日からNHK BS1で同趣旨の地域情報番組を放送の『○○推し!』（○○おし）、2023年4月26日から10月29日の14時台に放送された『1ミリ革命』（いちミリかくめい）についても合わせて述べる。

## 概要
前身番組は、2019年4月5日から2020年9月10日までの木曜日・金曜日の15時8分 - 16時に放送された『にっぽん ぐるり』。
2015年3月30日から2020年9月25日までは、この枠はEテレの趣味番組の再放送枠であったが、それらの番組と枠を交換して放送を開始した。
NHKの発表によると｢地域の課題に向き合う情報番組、独特の文化や風土を取り上げる特集番組など、地域に根ざした放送局ならではの視点や長期密着取材を通じて、バラエティ豊かに列島の今を伝えていく番組｣としている。
2020年10月7日 - 2021年3月17日の水曜日、2021年4月2日 - 2023年11月17日の金曜日は『えぇトコ』（NHK大阪放送局制作）を放送。他は、大阪以外の各地方局制作の番組を放送した。
2023年11月29日から、連続テレビ小説『さくら』のアンコール放送枠が14時15分 - 15時（3話分）に拡大されたため、同年11月20日限りで一旦終了した。
2024年4月6日から土曜日の5時10分 - 5時40分に放送を再開した。ただし、近畿地方（大阪放送局管内）では『とっておき!朝から笑タイム』が基本的に放送されるため、当番組は近畿ブロック管内制作の番組時のみ放送される。
2025年4月6日からは、放送時間が日曜日の4時30分 - 5時に変更された。

## ○○推し!
2020年4月3日からNHK BS1において、同趣旨の番組をまとめて放送。
年度の上半期は金曜日 - 日曜日、下半期は火曜日 - 木曜日の0時台に放送され、おおむね日替わりで放送する地域を定め、それぞれの地域における金曜日の19時台後半枠や長時間討論番組などを再編集し、全国向けに放送。

## NHK地域局発 SDGs推し!
2021年11月は「未来へ 17アクション」（NHK・SDGsキャンペーン）の強化月間であったため、8日 - 22日はSDGsに関連した内容の地域番組を『NHK地域局発 SDGs推し!』として放送。BS1でも25日 - 26日に放送（全3回。いずれも総合の再放送）。
該当する番組については、冒頭で通常の『NHK地域局発』ロゴに代わり、PR大使である長濱ねるが登場する紹介VTRが流れてから、該当する番組を放送。
初回放送の2021年11月8日は、長濱も出演した水戸局制作の『茨城スペシャル』を放送した。前述のBS1での放送も、3回中2回が長濱が出演したもの（大分局、静岡局）であった。

## 1ミリ革命
生活に関するあらゆる課題の解決方法を考えていく番組として、2021年9月23日と2022年6月16日にNHK総合で単発放送。その後、2023年4月26日から10月29日の14時台に地域コミュニティにおけるあらゆる課題を取り上げた内容として放送された。
そのため『NHK地域局発』としては唯一の新作番組、かつ東京（NHK放送センター）制作での放送となった。

### 放送日時
| 年     | 本 放 送 | 本 放 送 | 本 放 送      | 再 放 送             | 再 放 送             | 再 放 送             |
| 年     | 月 日    | 曜日     | 放 送 時 間   | 月 日                | 曜日                 | 放 送 時 間          |
| ------ | -------- | -------- | ------------- | -------------------- | -------------------- | -------------------- |
| 2021年 | 9月23日  | 木       | 19:30 - 20:15 | （ 再 放 送 な し ） | （ 再 放 送 な し ） | （ 再 放 送 な し ） |
| 2022年 | 6月16日  | 木       | 19:57 - 20:42 | （ 再 放 送 な し ） | （ 再 放 送 な し ） | （ 再 放 送 な し ） |
| 2023年 | 4月26日  | 水       | 14:05 - 14:35 | 4月29日              | 土                   | 10:35 - 11:05        |
| 2023年 | 5月31日  | 水       | 同上          | 6月3日               | 土                   | 11:15 - 11:45        |
| 2023年 | 8月30日  | 水       | 同上          | 9月9日               | 土                   | 同上                 |
| 2023年 | 9月27日  | 水       | 同上          | 9月30日              | 土                   | 2:40 - 3:10          |
| 2023年 | 10月29日 | 日       | 13:50 - 14:20 | 11月2日              | 木                   | 1:20 - 1:50          |
| 2023年 | 12月10日 | 日       | 15:50 - 16:15 | 12月13日             | 水                   | 1:25 - 1:50          |
| 2024年 | 2月4日   | 日       | 14:20 - 14:50 | （ 再 放 送 な し ） | （ 再 放 送 な し ） | （ 再 放 送 な し ） |
| 2024年 | 3月10日  | 日       | 14:30 - 15:00 | （ 再 放 送 な し ） | （ 再 放 送 な し ） | （ 再 放 送 な し ） |

## NHK地域局発 G7広島サミット特集ウィーク
2023年5月19日は、G7広島サミット開幕に伴い、5月15日 - 18日の4日間、2022年度下半期に中国地方で放送された『コネクト』（NHK広島放送局制作）を同番組キャスター小野文惠のナビゲーター付で放送した。

## 休止等
- 2023年度までは、祝日・年末年始や国会中継時、台風・地震などの自然災害時、高校野球・オリンピックなどのスポーツ中継時、国政選挙の期間中（政見放送のため）は休止[注 9]。
- 2024年度からは、年末年始、台風・地震などの自然災害時、オリンピックなどのスポーツ中継時は休止。

## 放送リスト
- 放送は、全て総合におけるもの。
- （選）は、過去に放送された内容を『NHK地域局発 選』として再放送されたもの。カッコ内の回数は初回放送時のもの。
- 番組名・出演者名（アナウンサーは在籍局名）は放送時点のもの。

### 2020年度
| 回 | 放送日   | 曜日 | 放送番組                                                                    | 主な出演/語り                                                                                       | 制作局           |
| -- | -------- | ---- | --------------------------------------------------------------------------- | --------------------------------------------------------------------------------------------------- | ---------------- |
| 1  | 9月28日  | 月   | #ローカルフレンズ出会い旅「知床と清里にほれこむ件」                         | 瀬田宙大/佐々木愛英                                                                                 | 札幌             |
| 2  | 9月29日  | 火   | 「まんが甲子園 私たちの"ウィズコロナ"」                                     | -/田中理恵                                                                                          | 高知             |
| 3  | 10月1日  | 木   | ナビゲーション「激変!"地方移住"新たな生き方・働き方とは」                   | 山田大樹,熊谷真実,山崎亮                                                                            | 静岡             |
| 4  | 10月2日  | 金   | 金サガ「避難の準備できていますか〜佐賀豪雨の教訓を生かす〜」                | 小林将純,瀧本浩一                                                                                   | 佐賀             |
| 5  | 10月5日  | 月   | 金とく「アノコロTV 知らないとは言わせない!」                                | きくち教児,つボイノリオ,加藤里奈,村上由利子,西堀裕美                                                | 名古屋           |
| 6  | 10月6日  | 火   | 東北ココから「気仙沼で今 見えてきたもの」                                   | -/杉尾宗紀                                                                                          | 仙台             |
| 7  | 10月7日  | 水   | えぇトコ「笑い旅 ありがたき水の力 〜大阪 能勢町〜」                         | 笑い飯/子守康範,橋本のりこ                                                                          | 大阪             |
| 8  | 10月8日  | 木   | くまもとの風「日本一長く服役した男」                                        | -/西田優史                                                                                          | 熊本             |
| 9  | 10月9日  | 金   | さんいんスペシャル「絶景!発見!感動!山陰 滝★トリップ」                       | 佐竹敦,齋藤舜介                                                                                     | 鳥取             |
| 10 | 10月12日 | 月   | さぬきドキっ!「瀬戸内海 火山と砂が育んだ恵み」                              | -/大河内惇                                                                                          | 高松             |
| 11 | 10月13日 | 火   | かごスピ「"寄り添う"その先に 〜長引く「ひきこもり」支援の現場から〜」       | 大倉一真/西永里花                                                                                   | 鹿児島           |
| 12 | 10月14日 | 水   | えぇトコ「笑顔が満ちる!太子の楽園 〜大阪 太子町&河南町〜」                  | 天童よしみ,田村裕/子守康範,橋本のりこ                                                               | 大阪             |
| 13 | 10月15日 | 木   | 北海道道「直木賞作家 馳星周 "ノワール作家"の変貌に迫る」                    | 鈴井貴之,多田萌加,馳星周                                                                            | 札幌             |
| 14 | 10月16日 | 金   | 「ONE TEAM先生の熱血!自撮り日記」                                           | -/佐藤隆太                                                                                          | 松山             |
| 15 | 10月19日 | 月   | ぐんまスペシャル「変わらぬ思い コロナ禍の遺族〜日航機墜落事故35年〜」       | 原口雅臣                                                                                            | 前橋             |
| 16 | 10月20日 | 火   | ラウンドちゅうごく「また、語れる日まで〜被爆者"コロナの夏"を生きる〜」      | -/杉浦圭子                                                                                          | 広島             |
| 17 | 10月21日 | 水   | えぇトコ「達人の森 しゃべって笑って幸せや! 〜大阪 箕面市〜」                | オール阪神・巨人/子守康範,橋本のりこ                                                                | 大阪             |
| 18 | 10月22日 | 木   | かんさい熱視線「コロナで広がる"見えない貧困"〜収入激減 子育て世帯で何が〜」 | 近田雄一,山野則子,永田華子                                                                          | 大阪             |
| 19 | 10月26日 | 月   | @okayama「高校生最後の夏」                                                  | -/木下愛子,永松隆太朗                                                                               | 岡山             |
| 20 | 10月27日 | 火   | 「シン・地方の時代〜パンデミックで変わる四国の未来〜」                      | 青野慶久,安藤桃子,伊東豊雄,山崎亮/七尾旅人                                                          | 松山             |
| 21 | 10月28日 | 水   | えぇトコ「未来へ走れ!だんじり魂 〜大阪 岸和田市〜」                         | 大平サブロー,月亭八光/子守康範,橋本のりこ                                                           | 大阪             |
| 22 | 11月9日  | 月   | 静岡スペシャル「静かな富士山〜"特別な夏"の記録〜」                          | 熊谷真実,渡部陽一/一木千洋                                                                          | 静岡             |
| 23 | 11月10日 | 火   | きんくる 〜沖縄金曜クルーズ〜「首里城火災1年"再建"に琉球の魂を」            | 津波信一,竜田理史,高良倉吉                                                                          | 沖縄             |
| 24 | 11月11日 | 水   | えぇトコ「河内熱血音頭 魂込めた宝物 〜大阪 八尾市〜」                       | 天童よしみ,ハイヒールリンゴ/子守康範,橋本のりこ                                                     | 大阪             |
| 25 | 11月12日 | 木   | とさ金「逆境こそ 笑おう」                                                   | 竹内蔵之介/添田ひとみ                                                                               | 高知             |
| 26 | 11月13日 | 金   | 発見!あおもり深世界「動き出す核燃料再処理工場 未来は託せるか」              | 本田俊介,水野倫之,佐野裕美江/高市佳明                                                               | 青森             |
| 27 | 11月16日 | 月   | 茨城スペシャル「台風19号から1年 激甚災害から命を守るには」                  | 中村慶子                                                                                            | 水戸             |
| 28 | 11月17日 | 火   | 「最後まで白球を追いたい〜行橋・遠賀高校連合チームの夏〜」                  | -/野尻あかね                                                                                        | 福岡             |
| 29 | 11月18日 | 水   | えぇトコ「天空の奇跡 小さな村の大きな森 〜奈良 野迫川村〜」                 | 渡辺正行,バービー/子守康範,橋本のりこ                                                               | 大阪             |
| 30 | 11月19日 | 木   | ラウンドちゅうごく「withコロナの観光新戦略」                                | 出山知樹,矢ケ崎紀子,村木智裕                                                                        | 広島             |
| 31 | 11月20日 | 金   | かんさい熱視線「不惑の直球 藤川球児〜引退決断・300日の舞台裏〜」            | 近田雄一,上原浩治                                                                                   | 大阪             |
| 32 | 11月24日 | 火   | さんいんスペシャル「大山が育てた優駿〜コントレイル 無敗三冠へ〜」           | 齋藤慎,前田幸治/鳥山圭輔                                                                            | 鳥取             |
| 33 | 11月26日 | 木   | ナビゲーション「始まった"部活改革"〜誰のために部活はあるのか?〜」           | 山田大樹,内田良,為末大                                                                              | 岐阜             |
| 34 | 11月27日 | 金   | 北海道道「デアリングタクトの奇跡」                                          | 鈴井貴之,多田萌加                                                                                   | 札幌             |
| 35 | 11月30日 | 月   | 金よう夜きらっと新潟「ピンチをチャンスに 〜withコロナの日本酒〜」           | 佐藤俊吉,岸保行                                                                                     | 新潟             |
| 36 | 12月1日  | 火   | ナビゲーション「繁華街が"住む場所"に!?変貌する"夜の街"」                    | 山田大樹,岡田豊                                                                                     | 名古屋           |
| 37 | 12月2日  | 水   | えぇトコ「急がば回れ!令和に光る湖都の宝 〜滋賀 大津市〜」                   | 濱口優,雛形あきこ/子守康範,橋本のりこ                                                               | 大阪             |
| 38 | 12月3日  | 木   | 実感ドドド!「女性リーダーが社会を変える!」                                  | 魚住優,出口治明,高見真智子                                                                          | 福岡・大分・沖縄 |
| 39 | 12月4日  | 金   | ヒューマン×2@かんさい「#2」                                                 | | 京都・和歌山     |
| 40 | 12月7日  | 月   | 四国らしんばん「真珠の輝き支えて」                                          | -/首藤奈知子                                                                                        | 松山             |
| 41 | 12月8日  | 火   | ナビゲーション「どうなる?私たちの医療」                                     | 山田大樹,伊関友伸                                                                                   | 名古屋           |
| 42 | 12月9日  | 水   | えぇトコ「カニより美味!?我が家の日本海メシ 〜兵庫 豊岡市〜」                | 関根勤,西村知美/子守康範,橋本のりこ                                                                 | 大阪             |
| 43 | 12月10日 | 木   | 北海道道「天空の謎に迫る!カミナリ博士」                                     | 鈴井貴之,多田萌加                                                                                   | 札幌             |
| 44 | 12月11日 | 金   | 東北ココから「東日本大震災10年へ 定点映像が紡ぐ『復興秘話』」               | | 仙台・盛岡       |
| 45 | 12月14日 | 月   | 東北ココから「東北発全国へ"新たな支援" 〜災害ケースマネジメント〜」         | -/星川幸                                                                                            | 仙台             |
| 46 | 12月15日 | 火   | 北海道道「どう守る?外国人技能実習生」                                       | 鈴井貴之,多田萌加                                                                                   | 札幌             |
| 47 | 12月16日 | 水   | えぇトコ「味めぐり!なにわ商人の心意気 〜大阪市〜」                          | 木本武宏,鈴木奈々/子守康範,橋本のりこ                                                               | 大阪             |
| 48 | 12月17日 | 木   | ラウンドちゅうごく「新型コロナ"第3波"への備えは」                           | 出山知樹,豊島実季,桑原正雄,飯田泰之                                                                 | 広島             |
| 49 | 12月18日 | 金   | いしかわの宝スペシャル「人々の思いあふれるいしかわの宝」                    | -/山内泉                                                                                            | 金沢             |
| 50 | 12月21日 | 月   | やまコレ「ヤマガタとデザインのハナシ」                                      | 中山ダイスケ,金子峻/野口葵衣                                                                        | 山形             |
| 51 | 12月22日 | 火   | ナビゲーション「プロ野球 原石の育て方」                                     | 山田大樹,生島淳/柴田拡正                                                                            | 富山             |
| 52 | 12月23日 | 水   | えぇトコ「愛いっぱい!山の天下逸品 〜兵庫 豊岡市〜」                         | 関根勤,西村知美/子守康範,橋本のりこ                                                                 | 大阪             |
| 53 | 12月24日 | 木   | 金曜よるきらっと新潟「横田滋さん かなわなかった再会〜新証言"空白の20年"」   | 佐藤俊吉,山下達也                                                                                   | 新潟             |
| 54 | 12月25日 | 金   | フカイロ!「諦めたら、何でもできる〜APU学長・出口治明〜」                    | 出口治明                                                                                            | 大分             |
| 55 | 12月28日 | 月   | ナビゲーション「K-POPドリーム〜地方からスターを目指せ!〜」                  | 山田大樹,松井珠理奈,キム・ソンミン                                                                  | 静岡             |
| 56 | 1月4日   | 月   | 東北ココから「祈りの山のふもとで〜出羽三山 羽黒山伏の日々〜」               | | 仙台             |
| 57 | 1月5日   | 火   | 「ドキュメント 露口〜松山・伝説の老舗バー〜」                               | -/木村多江                                                                                          | 松山             |
| 58 | 1月7日   | 木   | 東北ココから「検証 女川原発 被災地で初めての再稼動」                        | 真下貴,杉本織江,上岡直見                                                                            | 仙台             |
| 59 | 1月8日   | 金   | 金とく「アノコロTV 知らないとは言わせない! 第2弾」                          | きくち教児,つボイノリオ,加藤里奈,村上由利子,大前りょうすけ/蟹江篤子                                 | 名古屋           |
| 60 | 1月12日  | 火   | かんさい熱視線「急拡大するコロナ感染 医療・経済いま何が必要か」             | 近田雄一,安井良則,若林厚仁                                                                          | 大阪             |
| 61 | 1月13日  | 水   | えぇトコ「海の京 魚づくし知恵づくし 〜京都 宮津市〜」                       | 藤岡弘、,ゆりやんレトリィバァ/子守康範,橋本のりこ                                                   | 大阪             |
| 62 | 1月14日  | 木   | ひめDON!「徹底調査!"伊予の早曲がり"のナゾ」                                 | 首藤奈知子,鈴村奈美,中井宏                                                                          | 松山             |
| 63 | 1月15日  | 金   | ラウンドちゅうごく「人々のために、人々とともに 〜岡山 大原美術館〜」        | 森川政典,柳沢秀行,久松知子,美村里江/MEGUMI                                                          | 岡山             |
| 64 | 1月18日  | 月   | 金サガ「どんな子も断らない〜"障害児の学童保育"の記録〜」                    | -/DJ YUYA                                                                                           | 佐賀             |
| 65 | 1月19日  | 火   | 知るしん。 信州を知るテレビ「みんなでDISCO!〜リトルダンサーたちの運動会〜」 | ちびゆり/佐藤朱                                                                                     | 長野             |
| 66 | 1月20日  | 水   | えぇトコ「ああ日本海!宝をつなぐ親子旅 〜京都 京丹後市〜」                   | 藤岡弘、,天翔愛/子守康範,橋本のりこ                                                                 | 大阪             |
| 67 | 1月29日  | 金   | 北海道道「地方移住 ようこそ北海道へ」                                       | 鈴井貴之,多田萌加,龍崎翔子                                                                          | 札幌             |
| 68 | 2月1日   | 月   | かんさい熱視線「赤ちゃんパンダ誕生〜コロナ禍 日本人スタッフが挑んだ6か月」  | -/近田雄一                                                                                          | 大阪             |
| 69 | 2月3日   | 水   | えぇトコ「京の楽園 里山の金メダル〜京都 京北〜」                            | 吉田沙保里,松本薫/子守康範,橋本のりこ                                                               | 大阪             |
| 70 | 2月9日   | 火   | @okayama「さぁ歩こうか 〜長島愛生園90年 橋への誓い〜」」                    | -/望月啓太                                                                                          | 岡山             |
| 71 | 2月10日  | 水   | えぇトコ「今こそ笑顔!大阪里山ごはん」                                       | オール阪神・巨人,天童よしみ,西川忠志,田村裕,笑い飯,酒井藍/子守康範,橋本のりこ                       | 大阪             |
| 72 | 2月12日  | 金   | あわとく「コロナ禍でどう守る?シニアの健康」                                 | 安藤佳祐,西川きよし,山田実                                                                          | 徳島             |
| 73 | 2月18日  | 木   | 北海道道「20代が見つけた"充実ライフスタイル"」                              | 鈴井貴之,多田萌加,瀬田宙大,川上椋輔                                                                 | 札幌             |
| 74 | 2月19日  | 金   | 茨城スペシャル「水戸も舞台!"青天を衝け"見どころ徹底紹介」                   | 中村慶子,竹中直人,津田寛治,草彅剛                                                                   | 水戸             |
| 75 | 2月24日  | 水   | えぇトコ「漁師がうなる!幻の幸 秘伝の味」                                    | 藤岡弘、,関根勤,勝村政信,マギー,西村知美,濱口優,雛形あきこ,ゆりやんレトリィバァ/子守康範,橋本のりこ | 大阪             |
| 76 | 2月25日  | 木   | やまコレ「学校に行かなくていいよって言えない」                              | 羽隅将一,樋口愛子,安藤耕己                                                                          | 山形             |
| 77 | 2月26日  | 金   | 静岡スペシャル「静岡でいま何が…コロナと"ひとり親家庭"」                     | 湯浅誠,尾木直樹/佐津川愛美                                                                          | 静岡             |
| 78 | 3月2日   | 火   | とちスペ「きのこワンダーランド」                                            | 大島優子,大作晃一/礒野佑子                                                                          | 宇都宮           |
| 79 | 3月5日   | 金   | かんさい熱視線「震災26年 いま復興を問う〜真山仁が描く阪神・淡路大震災〜」   | 近田雄一,室崎益輝                                                                                   | 大阪             |
| 80 | 3月9日   | 火   | 東北ココから「もっと市民と考える"あの日"」                                  | 安藤歩美,高橋みなみ,富田望生                                                                        | 仙台             |
| 81 | 3月10日  | 水   | 東北ココから「もっと市民と考える"あの日" 若者編」                           | 津田喜章,富田望生                                                                                   | 仙台             |
| 82 | 3月12日  | 金   | 東北ココから「あなたの町の映像アルバム〜ふるさとを語りあおう〜」            | -/大沼ひろみ                                                                                        | 仙台             |
| 83 | 3月17日  | 水   | えぇトコ「幸いっぱい!満腹半島冬景色〜京都 丹後半島〜」                      | 藤岡弘、,佐藤唯,アグネス・チャン,Chage/子守康範,橋本のりこ                                          | 大阪             |
| 84 | 3月18日  | 木   | 金とく「そして、音が生まれる」                                              | 伊藤宏樹/玉木宏                                                                                     | 名古屋           |

### 2021年度・2022年度
| 回      | 放送日   | 曜日     | 放送番組                                                                    | 主な出演/語り | 制作局       |
| ------- | -------- | -------- | --------------------------------------------------------------------------- | --- | ------------ |
| 85      | 3月30日  | 火       | さぬきドキっ!「100年八百屋を未来へ〜母と息子の物語〜」                      | -/上沼亜弓 | 高松         |
| 86      | 3月31日  | 水       | 被災地からの声「首都圏編」                                                  | 津田喜章,富田望生 | 仙台         |
| 87      | 4月1日   | 木       | ナビゲーション「コロナ時代 成長のカギは新人にあり」                         | 山田大樹,桑原正義 | 岐阜         |
| 88      | 4月2日   | 金       | えぇトコ「食べ天下!春が運ぶウマイもん」                                     | 藤岡弘、,泉ピン子,草刈正雄,南果歩,浅野温子,熊谷真実,勝野洋,神保悟志,松居直美,金子貴俊/子守康範,橋本のりこ                        | 大阪         |
| 89      | 4月6日   | 火       | ラウンドちゅうごく「核兵器禁止条約発効 ヒロシマの思いは」                   | 出山知樹,田中稔子 | 広島         |
| 90      | 4月7日   | 水       | 実感ドドド!「発達障害×野球チーム」                                          | -/西尾まり | 福岡         |
| 91      | 4月8日   | 木       | 知るしん。 信州を知るテレビ「信じて、待つ〜駒ヶ根"ひきこもり"の学び舎〜」   | -/奥村奈津美 | 長野         |
| 92      | 4月9日   | 金       | えぇトコ「春が来た!びわ湖も笑う漫才旅 〜滋賀 高島市〜」                     | オール阪神・巨人/子守康範,橋本のりこ                                                                                             | 大阪         |
| 93      | 4月13日  | 火       | 「落語でコロナを吹き飛ばせ!"策伝大賞"学生落語日本一に挑む」                 | 桂文枝,立川志の輔/浅利陽介 | 名古屋・岐阜 |
| 94      | 4月14日  | 水       | あわとく「100年後 僕たちのふるさとは」                                      | -/宮崎あずさ | 徳島         |
| 95      | 4月15日  | 木       | 紀の国スペシャル 「心の距離を越えて〜コロナ禍"ひきこもり"たちの職探し〜」   | 山崎樹範/牛田茉友 | 和歌山       |
| 96      | 4月16日  | 金       | えぇトコ「ピチピチ光れ!ナニワの漁師 〜大阪 南泉州〜」                       | 大平サブロー,島田珠代/子守康範,橋本のりこ                                                                                        | 大阪         |
| 97      | 4月19日  | 月       | 北海道道「再び動き始めた地熱発電」                                          | 鈴井貴之,多田萌加,野村優夫 | 札幌         |
| 98      | 4月20日  | 火       | ラウンドちゅうごく「コロナと差別とSNS〜ネット社会の闇」                     | 出山知樹,澤田拓海,大野智 | 松江・広島   |
| 99      | 4月21日  | 水       | 四国らしんばん「明日の暮らしが見えない」                                    | 永井伸一,湯浅誠 | 松山         |
| 100     | 4月22日  | 木       | ナビゲーション「激戦!ドラッグストア〜コロナ禍で広がる出店ラッシュ〜」       | 山田大樹,石橋忠子 | 金沢         |
| 101     | 4月23日  | 金       | えぇトコ「びわ湖の花よ!今咲き誇れ!〜滋賀 湖西〜」                           | オール阪神・巨人/子守康範,橋本のりこ                                                                                             | 大阪         |
| 102     | 4月26日  | 月       | 静岡スペシャル「明日へのラストステージ浜松吹奏楽センバツ大会」              | -/ayako_HaLo | 静岡         |
| 103     | 4月27日  | 火       | 実感ドドド!「絵が自由をくれた〜自閉症の画家と家族〜」                       | 太田宏介/鶴賀皇史朗 | 福岡         |
| 104     | 4月28日  | 水       | フカイロ!「#おおいた2030→ジェンダー平等を考える」                           | ホルコムジャック和馬,長濱ねる,豆塚エリ,丸田晋也                                                                                  | 大分         |
| 105     | 4月30日  | 金       | えぇトコ「今きゅん愛ランド!令和に光る宝〜兵庫 淡路島〜」                    | 笹野高史,木本武宏/子守康範,橋本のりこ                                                                                            | 大阪         |
| 106     | 5月6日   | 木       | ラウンドちゅうごく「バス新時代 始まった移動革命」                           | 出山知樹,神田佑亮 | 広島         |
| 107     | 5月7日   | 金       | えぇトコ「秘密の古都 せせらぎ散歩〜京都 疏水周辺〜」                        | 財前直見,木本武宏/子守康範,橋本のりこ                                                                                            | 大阪         |
| 108     | 5月11日  | 火       | 静岡スペシャル「#静岡のミライにきゅんです〜小さな選択が明日を変える〜」     | 高栁秀平,長濱ねる,蟹江憲史/一木千洋                                                                                              | 静岡         |
| 109     | 5月12日  | 水       | 知るしん。 信州を知るテレビ「特選!信州すてき旅」                            | 加藤永莉香,川口由梨香,阪本篤志,星庵美咲,若竹明日香.宮野里緒/山田康弘                                                             | 長野         |
| 110     | 5月13日  | 木       | ザ・ライフ「もう一つの"医療崩壊"〜コロナ禍の病院で何が〜」                  | 魚住優,森田洋之 | 福岡         |
| 111     | 5月14日  | 金       | えぇトコ「めちゃ深い!森のスゴ技伝説〜奈良 黒滝村〜」                        | 塚地武雅,三戸なつめ/子守康範,橋本のりこ                                                                                          | 大阪         |
| 112     | 5月17日  | 月       | くまもとの風「いまも一緒に生きている」                                      | -/中村織里江 | 熊本         |
| 113     | 5月18日  | 火       | ＠okayama「"きれいな海"から"豊かな海"へ〜転換期迎えた瀬戸内海〜」           | 姫野美南,松田治,平間一彰/徳永圭一                                                                                                | 岡山         |
| 114     | 5月19日  | 水       | ラウンドちゅうごく「サステナ旋風でファッション変革に挑む!」                 | 出山知樹,冨永愛 | 広島         |
| 115     | 5月20日  | 木       | 東北ココから「震災 映像記録〜定点で見つめた福島の"復興"〜」                 | -/伊藤友見,栗谷川勝行 | 福島・仙台   |
| 116     | 5月21日  | 金       | えぇトコ「楽しそう!水が奏でる笑い声〜兵庫 宍粟市〜」                        | 丘みどり,田村裕/子守康範,橋本のりこ                                                                                              | 大阪         |
| 117     | 5月24日  | 月       | ひめDON!「新たな芸術の芽、ここから 若者たちが集う劇場」                     | 首藤奈知子,渡部亮平,山崎玲奈 | 松山         |
| 118     | 5月25日  | 火       | きんよる秋田「さよなら、秋田港の貨物列車」                                  | -/岡村雄三,秋野由美子 | 秋田         |
| 119     | 5月26日  | 水       | フカイロ!「コロナ禍で大ピンチ 関あじ・関さばを救え!」                       | 高瀬大輔,橋博之,秋元里奈/望月孝慈                                                                                                | 大分         |
| 120     | 5月27日  | 木       | 北海道道「挑む杜氏・市澤智子の世界」                                        | 鈴井貴之,多田萌加 | 札幌         |
| 121     | 5月28日  | 金       | えぇトコ「ほんまスゴイ!都を彩る極め人〜京都 西陣〜」                        | 財前直見,木本武宏/子守康範,橋本のりこ                                                                                            | 大阪         |
| 122     | 5月31日  | 月       | 北海道道「"すすきの"で生きる女たち」                                        | 鈴井貴之,多田萌加 | 札幌         |
| 123     | 6月1日   | 火       | 発見!あおもり深世界「めざせ健康"心のスイッチ"どう入れる」                   | とき,本田俊介,竹林正樹/土田翼 | 青森         |
| 124     | 6月2日   | 水       | かごスピ「やっぱり凄いぜ!桜島」                                             | 西永里花,福島大輔 | 鹿児島       |
| 125     | 6月3日   | 木       | あわとく「AWAラウンドテーブル」                                             | -/岡隆一 | 徳島         |
| 126     | 6月4日   | 金       | えぇトコ「うれしそう!森と人との元気節〜兵庫 宍粟市〜」                      | 丘みどり,西田幸治/子守康範,橋本のりこ                                                                                            | 大阪         |
| 127     | 6月7日   | 月       | ナビゲーション「あるスリランカ人女性の死〜入管収容施設で何が」              | 山田大樹 | 名古屋       |
| 128     | 6月8日   | 火       | ナビゲーション「麻酔科医が足りない〜三重大学病院 汚職事件の波紋〜」         | 山田大樹,伊藤憲哉 | 津           |
| 129     | 6月9日   | 水       | ラウンドちゅうごく「やっぱり一緒に食べたいね 〜コロナ禍のこども食堂〜」     | 出山知樹,藤原辰史/水野貴絵 | 広島         |
| 130     | 6月10日  | 木       | 知るしん。 信州を知るテレビ「報道写真家・石川文洋」                         | 石川文洋/野島健児 | 長野         |
| 131     | 6月11日  | 金       | えぇトコ「ホッと一服!心にしみる茶源郷〜京都 和束町〜」                      | 石田靖,酒井藍/子守康範,橋本のりこ                                                                                                | 大阪         |
| 132     | 6月14日  | 月       | 北海道道「大雪山〜究極のパウダースノーを滑る〜」                            | 鈴井貴之,多田萌加 | 札幌         |
| 133     | 6月15日  | 火       | やまコレ「感染しても安心して暮らせる山形へ」                                | 金子峻 | 山形         |
| 134     | 6月16日  | 水       | ショートストーリーズ「思い繕う かけつぎ職人〜岐阜 美濃加茂〜」              | 片岡鉄舟,後藤佳子/森山春香,大村志歩                                                                                              | 岐阜・名古屋 |
| 135     | 6月17日  | 木       | かんさい熱視線「私たちは"宗教2世" 見過ごされてきた苦悩」                    | 近田雄一 | 大阪         |
| （7）   | 6月18日  | 金（選） | えぇトコ「笑い旅 ありがたき水の力 〜大阪 能勢町〜」                         | 笑い飯/子守康範,橋本のりこ | 大阪         |
| 136     | 6月21日  | 月       | ひめDON!「動物園にゾウを描く」                                              | 首藤奈知子,石村嘉成 | 松山         |
| 137     | 6月22日  | 火       | 「緊急ルポ北海道 入院できない」                                             | -/斎藤歩 | 札幌         |
| 138     | 6月23日  | 水       | みやざき熱時間 「ミニシアターの生きる道 映画館再生・舞台裏の2か月」         | -/滑川和男 | 宮崎         |
| 139     | 6月24日  | 木       | ナビゲーション「"生きる天才"と私たち〜ケニア・スラムとつながる人々〜」      | 山田大樹,早川千晶 | 名古屋       |
| （12）  | 6月25日  | 金（選） | えぇトコ「笑顔が満ちる!太子の楽園 〜大阪 太子町&河南町〜」                  | 天童よしみ,田村裕/子守康範,橋本のりこ                                                                                            | 大阪         |
| 140     | 6月28日  | 月       | 東北ココから「ハレばれ親子旅〜『おかえりモネ』の舞台を行く〜」              | 藤岡弘、,藤岡真威人 | 仙台         |
| 141     | 6月29日  | 火       | 北海道道「詩梨ちゃん事件から2年 母と子をどう守るのか」                      | 鈴井貴之,多田萌加,関口祥子 | 札幌         |
| 142     | 6月30日  | 水       | かんさい熱視線「子どもの命を守れ チャイルド・デス・レビュー」               | 近田雄一 | 大阪・大津   |
| 143     | 7月1日   | 木       | ラウンドちゅうごく「"鉄の街"はどこへ向かうのか 〜製鉄所閉鎖の波紋〜」       | 出山知樹，榎嶋愛理 | 広島         |
| 144     | 7月2日   | 金       | えぇトコ「古墳にコーフン!悠久の時をめぐる 〜大阪 高槻市〜」                 | 西田ひかる,哲夫/子守康範,橋本のりこ                                                                                              | 大阪         |
| 145     | 7月5日   | 月       | フカイロ!「今、おおいたで水害が起きる前にどうすればいいか考えてみた」       | ホルコムジャック和馬,鶴成悦久,松永鎌矢,熊澤里枝                                                                                  | 大分         |
| 146     | 7月6日   | 火       | かんさい熱視線「"破綻の危機"はなぜ起きた?〜検証・第4波 医療体制の教訓〜」   | 近田雄一 | 大阪         |
| 147     | 7月8日   | 木       | かごスピ「トコブシと戦闘機〜基地建設計画に揺れる島で〜」                    | -/宮本真智 | 鹿児島       |
| 148     | 7月9日   | 金       | えぇトコ「河内の森を胸いっぱい! 〜大阪 千早赤阪村〜」                       | 西川忠志,酒井藍/子守康範,橋本のりこ                                                                                              | 大阪         |
| 149     | 7月12日  | 月       | 北海道道 「博士、マジですか!?〜ユニーク学者が明かす生命の神秘〜」           | 鈴井貴之,多田萌加 | 札幌         |
| 150     | 7月14日  | 水       | 京都スペシャル「NAGAI〜焼け野原のピンポン〜」                               | -/寺島進 | 京都         |
| 151     | 7月15日  | 木       | ラウンドちゅうごく「あのときを取材中@山陰山陽放送局」                       | 江上敬子,道重さゆみ/加藤知紗,水野貴絵,出山知樹,藤原陸遊,武本大樹,豊島実季                                                        | 広島         |
| 152     | 7月16日  | 金       | えぇトコ「神の技光る!龍の里 〜和歌山 龍神村〜」                             | ジミー大西,月亭方正/子守康範,橋本のりこ                                                                                          | 大阪         |
| 153     | 7月19日  | 月       | かごスピ「すぐそばに世界自然遺産〜奄美大島・徳之島〜」                      | 道家哲平,吉田正人,高山耕二,落合晋作/浦田紗絵子                                                                                   | 鹿児島       |
| 154     | 7月20日  | 火       | 首都圏情報 ネタドリ!「首都圏から飛び立った特攻隊 最期の1か月」              | 岡田結実,松田利仁亜,武田一義 | 首都圏       |
| 155     | 8月12日  | 木       | きんくる 〜沖縄金曜クルーズ〜「ひめゆり ほほえみの記憶」                    | 津波信一,MEIRI,荒木さくら,古賀徳子                                                                                               | 沖縄         |
| 156     | 8月18日  | 水       | 北九州スペシャル「コロナに負けないぞ〜木屋瀬小学校の1年〜」                 | -/緒方直加 | 北九州       |
| 157     | 9月6日   | 月       | 知るしん。 信州を知るテレビ「笑顔がつないだ鉄路 開業100年 上田電鉄別所線」  | -/丸山智己 | 長野         |
| 158     | 9月7日   | 火       | Iwach. いわチャン「加害者家族の実情〜大切な人が犯罪者になったとき〜」       | -/河島康一 | 盛岡         |
| 159     | 9月8日   | 水       | やまコレ「食べる喜びをもう一度〜鶴岡 えん下のグルメ〜」                     | -/橋本マナミ | 山形         |
| 160     | 9月9日   | 木       | 北海道道 「#ナナメの場 みんなでつくろう子どもたちの居場所」                 | 鈴井貴之,多田萌加 | 札幌         |
| 161     | 9月10日  | 金       | えぇトコ「力湧く! 祈りの道のウマイもん〜和歌山 熊野古道〜」                 | 未知やすえ,福田充徳/子守康範,橋本のりこ                                                                                          | 大阪         |
| 162     | 9月13日  | 月       | ココに福あり fMAP「#22 ボクと世界のつなぎかた」                             | -/のぐちゆり | 福島         |
| 163     | 9月14日  | 火       | みやざき熱時間 「みゆな18歳」                                               | みゆな/宮崎香子 | 宮崎         |
| 164     | 9月15日  | 水       | ナビゲーション「不登校の君へ“学校らしくない学校”の挑戦」                    | 山田大樹,井上博詞,塩瀬隆之 | 岐阜         |
| 165     | 9月16日  | 木       | 四国らしんばん「コロナ禍の“変革者”たち」                                    | 友近,村山慶輔,永井伸一 | 松山         |
| 166     | 9月17日  | 金       | えぇトコ「ウマイどぉ!最強の漁港めし〜兵庫 播磨灘〜」                        | テンダラー/子守康範,橋本のりこ                                                                                                   | 大阪         |
| 167     | 9月21日  | 火       | #てれふく「ウルトラアイ!福岡・不思議×絶景ツアー」                           | 土居上野,中上真亜子,とまと（劇団あんみつ姫座長）                                                                                 | 福岡         |
| 168     | 9月22日  | 水       | ラウンドちゅうごく「ひろしま魅惑の家物語」                                  | -/鞘師里保,出山知樹 | 広島         |
| 169     | 9月24日  | 金       | えぇトコ「今日も野に立つ!こだわり美味〜兵庫 たつの市〜」                    | モモコ（ハイヒール）,杉浦太陽/子守康範,橋本のりこ                                                                                | 大阪         |
| 170     | 9月27日  | 月       | 東北ココから「逆境は味で乗り越える〜福島の日本酒を支える男〜」              | 打越裕樹/柳生聡子 | 福島         |
| 171     | 9月28日  | 火       | おもてなし北陸「in 福井県小浜市」                                           | パックンマックン,浜家直澄,横山拓也,角野高志,角野惠美子                                                                           | 福井         |
| 172     | 9月29日  | 水       | @okayama「もんげー香ばしい パンの秘密」                                     | 磯田道史,姫野美南 | 岡山         |
| 173     | 9月30日  | 木       | 金よう夜きらっと新潟「フジロックの"選択"」                                  | | 新潟         |
| （17）  | 10月1日  | 金（選） | えぇトコ「達人の森 しゃべって笑って幸せや! 〜大阪 箕面市〜」                | オール阪神・巨人/子守康範,橋本のりこ                                                                                             | 大阪         |
| 174     | 10月4日  | 月       | 北海道道 「オホーツク海 命はぐくむ大循環の謎」                              | 鈴井貴之,多田萌加 | 札幌         |
| 175     | 10月5日  | 火       | とさ金「高知から"宇宙の謎"に挑む」                                          | -/高橋篤史 | 高知         |
| 176     | 10月6日  | 水       | とちスペ「探索!とちぎのサンショウウオ」                                     | 鈴木奈々 | 宇都宮       |
| 177     | 10月7日  | 木       | 紀の国スペシャル「"豪雨から"を生きる」                                      | -/石橋亜紗 | 和歌山       |
| （29）  | 10月8日  | 金（選） | えぇトコ「天空の奇跡 小さな村の大きな森 〜奈良 野迫川村〜」                 | 渡辺正行,バービー/子守康範,橋本のりこ                                                                                            | 大阪         |
| 178     | 10月11日 | 月       | Yスペ!「魅力を体感! 山口の山 Season4 自然満喫編」                           | 松岡孝行,島田莉生,横山真里奈 | 山口         |
| 179     | 10月14日 | 木       | ナビゲーション「どう守る? ふるさとの景観〜富山 砺波〜」                     | 山田大樹/石井智也 | 富山         |
| （61）  | 10月15日 | 金（選） | えぇトコ「海の京 魚づくし知恵づくし 〜京都 宮津市〜」                       | 藤岡弘、,ゆりやんレトリィバァ/子守康範,橋本のりこ                                                                                | 大阪         |
| 180     | 10月18日 | 月       | @okayama「あつまれ!防災フレンズ」                                           | 浅越ゴエ,藤原しおり,村上浩司,坂本八千代,勝呂恭佑                                                                                 | 岡山         |
| 181     | 10月19日 | 火       | とさ金「集え!防災志士」                                                     | 高見陽介,中西立花,山崎小町,植村徠登,永井克典/長野亮                                                                              | 高知         |
| 182     | 10月20日 | 水       | 北海道道「停電の中で、あの時…胆振東部地震 営業したコンビニ」                | 鈴井貴之,多田萌加 | 札幌         |
| 183     | 10月21日 | 木       | 発見!あおもり深世界「日本海溝地震・巨大津波〜あなたの町は大丈夫？」         | ジョナゴールド,高市佳明/南山吉弘                                                                                                 | 青森         |
| （52）  | 10月22日 | 金（選） | えぇトコ「愛いっぱい!山の天下逸品 〜兵庫 豊岡市〜」                         | 関根勤,西村知美/子守康範,橋本のりこ                                                                                              | 大阪         |
| 184     | 10月25日 | 月       | きんくる 〜沖縄金曜クルーズ〜「沖縄初の金! 空手・形 喜友名諒」              | 喜友名諒,津波信一,MEIRI,荒木さくら                                                                                               | 沖縄         |
| 185     | 10月26日 | 火       | ザ・ライフ「大国の狭間（はざま）で」                                        | 魚住優,山下涼太 | 福岡・沖縄   |
| 186     | 10月27日 | 水       | きんくる 〜沖縄金曜クルーズ〜「作家・大城立裕 沖縄を問い続けて」            | 大城立裕,真藤順丈,津波信一,MEIRI,竜田理史,津嘉山正種                                                                             | 沖縄         |
| （155） | 10月28日 | 木（選） | きんくる 〜沖縄金曜クルーズ〜「ひめゆり ほほえみの記憶」                    | 津波信一,MEIRI,荒木さくら,古賀徳子                                                                                               | 沖縄         |
| 187     | 10月29日 | 金       | えぇトコ「笑い旅!今が盛りの万葉の里〜奈良 北葛城〜」                        | 笑い飯/子守康範,橋本のりこ | 大阪         |
| 188     | 11月1日  | 月       | ザウルス!今夜も掘らナイト「超穴場!福井 漁港めぐり第3弾」                    | パトリック・ハーラン,羽生ちひろ,敦士,北川玲子                                                                                    | 福井         |
| 189     | 11月2日  | 火       | 金よう夜きらっと新潟「粟島もよう旅」                                        | 伊野あゆみ/和田哲 | 新潟         |
| 190     | 11月4日  | 木       | ラウンドちゅうごく「広島まつたけラプソディ」                                | 黒河内寛之,板橋文夫,出山知樹/水野貴絵                                                                                            | 広島         |
| 191     | 11月5日  | 金       | えぇトコ「えぇモン続くよ いつまでも!〜兵庫県 北神戸〜」                     | オール阪神・巨人/子守康範,橋本のりこ                                                                                             | 大阪         |
| 192     | 11月8日  | 月       | 茨城スペシャル「SDGs×Z世代 イバラキから世界を動かせ」                       | 長濱ねる,野田真里,中村慶子 | 水戸         |
| 193     | 11月9日  | 火       | ザ・ライフ「人とプラスチックとこの世界〜九州の海辺」                        | -/手嶌葵 | 福岡・北九州 |
| 194     | 11月10日 | 水       | 知るしん。信州を知るテレビ「地域密着エネルギーが熱い」                      | 林マヤ,茅野恒秀 | 長野         |
| 195     | 11月11日 | 木       | ひめDON!×とさ金「不思議がいっぱい!四国の海」                                | 鈴木香里武,武田雛歩,あつかんDRAGON/首藤奈知子                                                                                    | 松山・高知   |
| 196     | 11月12日 | 金       | えぇトコ「美味あり!愛あり!電車も走る 泉州秋の旅〜大阪 貝塚市〜」            | 西代洋,斉藤雪乃/子守康範,橋本のりこ                                                                                              | 大阪         |
| 197     | 11月16日 | 火       | さんいんスペシャル「外国ルーツの生徒たちにも学びの場を」                    | | 松江         |
| 198     | 11月17日 | 水       | ヤマナシ・クエスト「"極めたい思い"に未来のヒント」                          | -/高森奈津美 | 甲府         |
| 199     | 11月18日 | 木       | 東北ココから「埋もれたい"俺" 23歳の景色」                                   | -/n-buna | 仙台         |
| 200     | 11月19日 | 金       | えぇトコ「未来の風吹く!山里タウン〜大阪 箕面市〜」                          | 西川きよし,西川忠志/子守康範,橋本のりこ                                                                                          | 大阪         |
| 201     | 11月22日 | 月       | Iwach. いわチャン「イワテアス」                                             | 加村真美 | 盛岡         |
| 202     | 11月24日 | 水       | 北海道道 「空知くん3歳 —心と心で会話する親子—」                             | 鈴井貴之,多田萌加 | 札幌         |
| 203     | 11月25日 | 木       | 金よう夜きらっと新潟「ニイガタLGBTs #ありのままで生きていたい」             | 青木歌音,松中権,たにし,ヨル,狩野史長/坂元楓                                                                                      | 新潟         |
| 204     | 11月26日 | 金       | えぇトコ「笑売繁盛!えびすの町に福きたる〜兵庫 西宮市〜」                    | 木本武宏,レッド吉田/子守康範,橋本のりこ                                                                                          | 大阪         |
| 205     | 11月29日 | 月       | みちたん〜ああ!すばらしきセカイ〜「なんだか胸を打つ41回目」                 | -/田中要次,山家美枝子 | 仙台         |
| 206     | 11月30日 | 火       | 長崎スペシャル「長崎 夜のナイショ話 ティラノサウルス発掘秘話」              | 髙田明,木花牧雄,宮田和周,塩田みう/斎藤綾乃,渡邉享介                                                                              | 長崎         |
| 207     | 12月1日  | 水       | ひめDON!「"みかん王国"復権への道」                                          | -/首藤奈知子 | 松山         |
| 208     | 12月2日  | 木       | かんさい熱視線「#つながろう子育て ママたちの緊急事態宣言」                  | マギー,柴田綾子,近田雄一 | 大阪         |
| 209     | 12月6日  | 月       | きんくる 〜沖縄金曜クルーズ〜「首里城 再建はどこまで進んだのか 」           | 高良倉吉,津波信一,MEIRI,荒木さくら                                                                                               | 沖縄         |
| 210     | 12月7日  | 火       | ラウンドちゅうごく「悲しみから逃げない〜 没後70年 原民喜の言葉」            | 又吉直樹,梯久美子,平野啓一郎/橋本愛,出山知樹                                                                                     | 広島         |
| 211     | 12月8日  | 水       | 知るしん。 信州を知るテレビ「教えて!信州ヒストリー 子どもたちがみる戦争」   | -/つじゅ | 長野         |
| 212     | 12月15日 | 水       | ナビゲーション「化石が教えてくれたこと〜密着 師崎層群発掘調査〜」           | 山田大樹 | 名古屋       |
| 213     | 12月20日 | 月       | 北海道道 「開園70周年! あなたの知らない円山動物園」                         | 鈴井貴之,多田萌加 | 札幌         |
| 214     | 12月22日 | 水       | ラウンドちゅうごく「がん治療の未来が変わる〜光免疫療法の衝撃〜」            | 林隆一,出山知樹 | 広島         |
| 215     | 12月23日 | 木       | くまもとの風「傷ついた町に新たな息吹を」                                    | | 熊本         |
| （121） | 12月24日 | 金（選） | えぇトコ「ほんまスゴイ!都を彩る極め人〜京都 西陣〜」                        | 財前直見,木本武宏/子守康範,橋本のりこ                                                                                            | 大阪         |
| 216     | 12月27日 | 月       | ラウンドちゅうごく「ズッコケ三人組〜作家・那須正幹のメッセージ〜」          | 那須正幹,那須美佐子,宮川健郎,中沢健/出山知樹                                                                                     | 広島         |
| 217     | 12月28日 | 火       | 北海道道 「帰ってきたヒグマ」                                               | 鈴井貴之,多田萌加 | 札幌         |
| 218     | 1月4日   | 火       | フカイロ!「大分応援SP 温泉おかみオススメ!"お取り寄せ"大特集」               | ヤマザキマリ,ホルコムジャック和馬/齋藤はるか                                                                                     | 大分         |
| 219     | 1月5日   | 水       | 広島かたすみ食堂「見てほっこり!幸せと平和を届ける生き物」                   | テンション高野,岡崎太希,今村美月（STU48）,矢野帆夏（STU48）,前原正男/HIPPY                                                       | 広島         |
| 220     | 1月6日   | 木       | やまコレ「すべての食卓に笑顔を」                                            | 橋本マナミ/羽隅将一 | 山形         |
| （69）  | 1月7日   | 金（選） | えぇトコ「京の楽園 里山の金メダル〜京都 京北〜」                            | 吉田沙保里,松本薫/子守康範,橋本のりこ                                                                                            | 大阪         |
| 221     | 1月11日  | 火       | おうみ発SP「滋賀のこれからを考えるTV キャンパスで会おう!」                  | 八木莉可子,イッセー尾形,尾本祐菜,三田みらの,三谷昌登,白井哲也                                                                    | 大津         |
| 222     | 1月12日  | 水       | ナビゲーション「新たな学びを切り開け! ポストコロナの大学生」                | 今永典秀,山田大樹 | 津           |
| 223     | 1月13日  | 木       | 北海道道 「ニシンがくる!〜巨万の富を生んだ魚の謎〜」                        | 鈴井貴之,多田萌加 | 札幌         |
| 224     | 1月14日  | 金       | えぇトコ「総集編(1) 不思議な名前のウマいモン」                              | オール阪神・巨人,ジミー大西,月亭方正,原西孝幸,はるな愛,石田靖,酒井藍,大平サブロー,島田珠代,西田幸治,丘みどり/子守康範,橋本のりこ | 大阪         |
| 225     | 1月17日  | 月       | かんさい熱視線「阪神・淡路大震災 27年後の"新たな一歩"」                     | 近田雄一 | 大阪         |
| 226     | 1月19日  | 水       | ナビゲーション「校則は"変えられる"時代へ」                                  | 井手上漠,今村久美,山田大樹 | 名古屋・岐阜 |
| 227     | 1月26日  | 水       | ナビゲーション「トラックドライバーの悲鳴がとどかない」                      | 橋本愛喜,山田大樹 | 岐阜         |
| 228     | 1月27日  | 木       | 知るしん。 信州を知るテレビ「信州から世界へ〜軽井沢フレンチシェフの挑戦〜」 | | 長野         |
| 229     | 1月28日  | 金       | えぇトコ「伝説の女神!知られざる福の山〜京都 福知山市〜」                    | 渡辺正行,島田洋七/子守康範,橋本のりこ                                                                                            | 大阪         |
| 230     | 1月31日  | 月       | @okayama「アイビーでいこう〜石津謙介 生誕110年〜」                          | ファーストサマーウイカ | 岡山         |
| 231     | 2月1日   | 火       | 東北ココから「限界集落 住んでみた」                                         | 中関武志/皆川猿時 | 仙台         |
| 232     | 2月3日   | 木       | かんさい熱視線「ステップファミリー 〜家族の多様化とどう向き合う」           | 菊地真理,近田雄一 | 大阪         |
| 233     | 2月22日  | 火       | ザウルス!今夜も掘らナイト「ねこパラダイス!?福井のヒミツ」                   | パトリック・ハーラン,羽生ちひろ,二宮さやか                                                                                       | 福井         |
| 234     | 2月28日  | 月       | ラウンドちゅうごく「岐路に立つローカル鉄道」                                | 藻谷浩介,出山知樹,榎嶋愛理/志賀隼哉                                                                                              | 広島         |
| （228） | 3月18日  | 金（選） | 知るしん。 信州を知るテレビ「信州から世界へ〜軽井沢フレンチシェフの挑戦〜」 | | 長野         |
| 235     | 3月22日  | 火       | ショートストーリーズ「図書館から生まれるモノガタリ」                        | -/堀田和則 | 金沢・名古屋 |
| 236     | 8月17日  | 水       | 東北ココから「異国MIYAGIで何食べる？」                                      | MONKEY MAJIK（メイナード・プラント、ブレイズ・プラント）                                                                         | 仙台         |
| 237     | 8月19日  | 金       | えぇトコ「サンサン輝く!花まる人と宝物〜和歌山 御坊市〜」                    | キムラ緑子,田村裕/子守康範,橋本のりこ                                                                                            | 大阪         |

### 2023年度
| 回      | 放送日   | 曜日     | 放送番組                                                                           | 主な出演/語り                                                                          | 制作局             |
| ------- | -------- | -------- | ---------------------------------------------------------------------------------- | -------------------------------------------------------------------------------------- | ------------------ |
| 238     | 4月4日   | 火       | Iwach. いわチャン「"冬の馬コ"つなぐ絆」                                            | -/桑島法子                                                                             | 盛岡               |
| 239     | 4月5日   | 水       | 知るしん。 信州を知るテレビ「御神渡りを待ちながら〜諏訪湖上30日観察記〜」          | -/吉川未来                                                                             | 長野               |
| 240     | 4月6日   | 木       | ホクロック!「北陸新幹線延伸まで1年 どうする?北陸のまち」                           | 池田航,大谷舞風/四本木典子                                                             | 福井               |
| 241     | 4月7日   | 金       | えぇトコ「国宝級のおもてなし!伝統息づく城下町～滋賀 彦根市～」                     | 野性爆弾/子守康範,橋本のりこ                                                           | 大津・大阪         |
| 242     | 4月10日  | 月       | HYOGO+「忍たま乱太郎30年×尼崎」                                                    | 千堂あきほ,渡辺和貴,あまゆーず,田中崇裕,辻原麻希,尼子騒兵衛                            | 神戸               |
| 243     | 4月11日  | 火       | さんいんスペシャル「砂上のコンサート〜朝夏まなと古代エジプトの世界へ」             | 朝夏まなと,茶圓勝彦,松田拓之,山岸努,坂口弦太郎,村井将,加藤吉樹,秦進一,永田充           | 鳥取               |
| 244     | 4月12日  | 水       | とさ金「南海トラフ地震 そのとき医療は」                                            | 石井正,伊藤詩織,千野秀和/永井克典                                                      | 高知               |
| 245     | 4月13日  | 木       | ザ・ライフ「密着 吉野ヶ里遺跡"謎のエリア"発掘」                                    | 高島忠平,七田忠昭/姫野美南                                                             | 福岡・佐賀         |
| 246     | 4月14日  | 金       | えぇトコ「遊んでほっこり!懐かしの街～大阪市 平野区～」                             | 三倉茉奈・佳奈姉妹/子守康範,橋本のりこ                                                 | 大阪               |
| 247     | 4月17日  | 月       | 北海道道「それでも私はあきらめない 網走・病に向きあう医師」                        | 鈴井貴之,多田萌加                                                                      | 札幌               |
| 248     | 4月18日  | 火       | 東北ココから「純烈の東北であったまろう旅 岩手・湯田温泉峡編 」                     | 純烈,LiLiCo                                                                            | 仙台               |
| 249     | 4月19日  | 水       | ＃金曜やまなし「岡島閉館移転 百貨店の未来は」                                      | 進藤中,藤沢久美,三橋大樹                                                               | 甲府               |
| 250     | 4月20日  | 木       | 東海 ドまんなか!「トヨタが変わる! "モビリティ社会"」                               | 木村徹,藤井彩子,田所拓也,野口佑輔                                                      | 名古屋             |
| 251     | 4月21日  | 金       | えぇトコ「春らんまん!神おわす山の恵み～和歌山 新宮市～」                           | 賀来千香子,デューク更家/子守康範,橋本のりこ                                            | 大阪               |
| 252     | 4月24日  | 月       | @okayama「優勝 それから 岡山学芸館サッカー部」                                     | -/松本真季                                                                             | 岡山               |
| 253     | 4月25日  | 火       | あわとく「パパ ママ 子どもが徳島を守る」                                           | 瀬戸恵深,安藤佳祐                                                                      | 徳島               |
| 254     | 4月26日  | 水       | 1ミリ革命 みんなでローカルグッド 第1回「全国の空き家を減らせ!」                    | 寺門亜衣子,齊藤広子                                                                    | 東京・放送センター |
| 255     | 4月27日  | 木       | ぶんぶん探検隊「別府市・南小学校区でお宝発掘!」                                    | 別府ともひこ,中島知子,和田弥月/三宅貴大                                                | 大分               |
| 256     | 4月28日  | 金       | えぇトコ「ゆっくり ゆったり レトロに浸る～京都府 舞鶴市～」                        | 戸田菜穂,相田翔子/子守康範,橋本のりこ                                                  | 大阪               |
| （254） | 4月29日  | 土（選） | 1ミリ革命 みんなでローカルグッド 第1回「全国の空き家を減らせ!」                    | 寺門亜衣子,齊藤広子                                                                    | 東京・放送センター |
| 257     | 5月1日   | 月       | 北海道道「後継者がいない…密着！事業承継」                                          | 鈴井貴之,多田萌加,新宮隆太                                                             | 札幌               |
| 258     | 5月2日   | 火       | 金よう夜きらっと新潟「ふたりで生まれた あたしたち」                                | -/南沙良                                                                               | 新潟               |
| 259     | 5月8日   | 月       | 東海 ドまんなか!「「学びたい」を育てるには？愛知発教育新時代」                     | 澤田二三夫,田所拓也                                                                    | 名古屋             |
| 260     | 5月9日   | 火       | コネクト「#みらいコネクト 高校生が感じる校則のギモン」                             | 小野文惠,永瀬莉子,山本晃史,広島県立加計高等学校生徒                                    | 広島               |
| 261     | 5月10日  | 水       | ひめDON!「ヤングケアラー、あなたのそばにも」                                       | キンタロー。,奥村シンゴ,小野文明                                                       | 松山               |
| 262     | 5月11日  | 木       | かんさい熱視線「もう一度この教室から 再出発・高校生の8か月」                       | -/渡邊佐和子                                                                           | 大阪               |
| 263     | 5月12日  | 金       | えぇトコ「ハイソな町の昭和の香り～大阪 豊中市～」                                  | キムラ緑子,ウド鈴木/子守康範,橋本のりこ                                                | 大阪               |
| 264     | 5月15日  | 月       | コネクト「躍動する若者たち～“核なき世界”へ」                                       | 小野文惠,ゆうたろう,高橋悠太                                                           | 広島               |
| 265     | 5月16日  | 火       | コネクト「いま 伝えたい 小倉桂子さん核大国アメリカでの対話」                       | -/小野文惠                                                                             | 広島               |
| 266     | 5月17日  | 水       | コネクト「私も参加できる?!G7広島サミット」                                         | 崇徳高等学校新聞部,田中美穂,高瀬淳一,小野文惠                                          | 広島               |
| 267     | 5月18日  | 木       | コネクト「まもなく開催!今夜は生でG7クイズ」                                        | 小野文惠,山根健嗣,山根良顕                                                             | 広島               |
| 268     | 5月19日  | 金       | えぇトコ「めんそ～れ!船で巡るなにわの沖縄パラダイス～大阪 大正区～」               | 川田広樹,松浦景子/子守康範,橋本のりこ                                                  | 大阪               |
| 269     | 5月22日  | 月       | 東北ココから「気仙沼タクシードライバー 2023春を走る」                              | -/YOU                                                                                  | 仙台               |
| 270     | 5月23日  | 火       | UPっぷ富山 きとラボ「私こそが“板画”～棟方志功の富山時代」                          | -/大場真人                                                                             | 富山               |
| 271     | 5月25日  | 木       | さんいんスペシャル「木次線 四季の物語」                                            | -/中尾友香                                                                             | 松江               |
| 272     | 5月29日  | 月       | とさ金「自転車で高知が変わる!?」                                                   | 髙橋幸博,尾碕真花,千野秀和                                                             | 高知               |
| 273     | 5月30日  | 火       | 辺境のプレイリスト「韓国・プサン編」                                               | -/手嶌葵                                                                               | 福岡               |
| 274     | 5月31日  | 水       | 1ミリ革命 みんなでローカルグッド 第2回「地域活性化にJリーグをいかせ!」             | 寺門亜衣子,槙野智章                                                                    | 東京・放送センター |
| 275     | 6月1日   | 木       | 30DAYS「桧山に、はじめて来てみたら」                                               | 三上良介                                                                               | 札幌               |
| 276     | 6月2日   | 金       | えぇトコ「新芽あざやか!茶の里で極上の味わい～京都 宇治市～」                       | 高岡早紀,山添寛/子守康範,橋本のりこ                                                    | 大阪               |
| （274） | 6月3日   | 土（選） | 1ミリ革命 みんなでローカルグッド 第2回「地域活性化にJリーグをいかせ!」             | 寺門亜衣子,槙野智章                                                                    | 東京・放送センター |
| 277     | 6月5日   | 月       | 東北ココから「ウクライナからの“モノ”ローグ」                                       | -/堀越怜                                                                               | 仙台               |
| 278     | 6月6日   | 火       | 茨城スペシャル「またここで酒造りを～老舗酒蔵 火災からの1年」                       | -/吹石一恵                                                                             | 水戸               |
| 279     | 6月7日   | 水       | たっぷり静岡+「in松崎町」                                                          | -/堀越真己                                                                             | 静岡               |
| 280     | 6月8日   | 木       | @okayama「懐かしの味にひかれて～巨大な駄菓子売り場」                               | -/小畠優花                                                                             | 岡山               |
| 281     | 6月9日   | 金       | えぇトコ「奇跡の海!最強コンビの港メシ～和歌山 日高町・由良町～」                   | 塚地武雅,吉住/子守康範,橋本のりこ                                                      | 大阪               |
| 282     | 6月13日  | 火       | #てれふく「職業は“競り人” ～27歳・まどかの挑戦～」                                 | -/坂口カンナ                                                                           | 福岡               |
| 283     | 6月14日  | 水       | 北海道道「OSO18を追う男たち」                                                      | 鈴井貴之,多田萌加/髙木康博                                                             | 札幌               |
| 284     | 6月15日  | 木       | 発見!あおもり深世界「志功が愛した青森」                                            | 王林,斎藤希実子/長谷川史佳                                                             | 青森               |
| 285     | 6月16日  | 金       | えぇトコ「湯けむりのぼる くつろぎ天国～兵庫 新温泉町～」                           | 浅野和之,鈴木浩介/子守康範,橋本のりこ                                                  | 大阪               |
| 286     | 6月19日  | 月       | 知るしん。 信州を知るテレビ「大嫌いだけど大好きな場所で reol初凱旋ライブ」         | reol                                                                                   | 長野               |
| 287     | 6月20日  | 火       | 東海 ドまんなか!「LGBTQ+どうしたら家族になれますか?」                              | 風間孝,藤井彩子,田所拓也                                                               | 名古屋             |
| 288     | 6月21日  | 水       | 紀の国スペシャル「小さい手のリレー～絵本になった“やさしさ”の物語」                 | -/石橋亜紗                                                                             | 和歌山             |
| 289     | 6月22日  | 木       | コネクト「#広島推し 福山城スペシャル」                                             | 千田嘉博,田村淳,安藤結衣,小野文惠/Perfume                                              | 広島               |
| 290     | 6月23日  | 金       | えぇトコ「街道のにぎわい いまに伝える～滋賀 草津市～」                             | 南野陽子,森脇健児/子守康範,橋本のりこ                                                  | 大阪               |
| 291     | 6月26日  | 月       | さぬきドキっ!「どう向き合う？不登校のキモチ」                                      | 五十嵐哲也,塩﨑実央                                                                    | 高松               |
| 292     | 6月27日  | 火       | ウオカツ!「奄美大島 “深海魚の王様”ハマダイ」                                       | 大富潤,小雪,伊藤柚貴                                                                   | 福岡               |
| 293     | 6月28日  | 水       | ザ・ライフ「“平和のバトン”託し続けて～元学徒・中山きくさんの生涯」                 | -/津波信一                                                                             | 沖縄               |
| 294     | 6月29日  | 木       | 北海道道「どうなる!?北海道の観光」                                                 | 鈴井貴之,多田萌加/工藤恵里奈                                                           | 札幌               |
| （237） | 6月30日  | 金（選） | えぇトコ「サンサン輝く!花まる人と宝物～和歌山 御坊市～」                           | キムラ緑子,田村裕/子守康範,橋本のりこ                                                  | 大阪               |
| 295     | 7月4日   | 火       | 知るしん。 信州を知るテレビ「まだ、あきらめない～35歳医師ボクサーの闘い」          | -/しずちゃん                                                                           | 長野               |
| 296     | 7月5日   | 水       | いしかわ令和プレミアム「手紙でつづる心に残る風景」                                 | 熊谷彩香                                                                               | 金沢               |
| 297     | 7月6日   | 木       | @okayama「復興の その先へ ～真備町の5年～」                                        | はるな愛/塩田慎二                                                                      | 岡山               |
| 298     | 7月7日   | 金       | えぇトコ「なんとステキな天平のこころ～奈良 平城京界わい～」                        | 鶴田真由,相川七瀬/子守康範,橋本のりこ                                                  | 大阪               |
| 299     | 7月11日  | 火       | 長崎スペシャル「探求!おもしろ生き物研究」                                          | 木花牧雄                                                                               | 長崎               |
| 300     | 7月12日  | 水       | 北海道道「没後15年 氷室冴子をリレーする」                                          | 鈴井貴之,多田萌加,萩尾望都,町田そのこ,藤田和子,村田登志江,嵯峨景子,佐原ひかり/酒井若菜 | 札幌               |
| 301     | 7月13日  | 木       | プライムふくしま「うまいに乾杯～田崎真也と楽しむ福島の日本酒」                     | 田崎真也,鈴木賢二,氏家エイミー,須藤健吾                                                | 福島               |
| 302     | 7月14日  | 金       | えぇトコ「どうだ!健やかなる高原パワー～奈良 宇陀市～」                             | 高島礼子,エルフ荒川/子守康範,橋本のりこ                                                | 大阪               |
| 303     | 7月18日  | 火       | ぐんまスペシャル「デジタル時代到来 どうなる?群馬の未来」                           | 原口雅臣,JOY,福田尚久                                                                  | 前橋               |
| 304     | 7月19日  | 水       | たっぷり静岡+「加藤諒の家康ゆかり旅 第2弾」                                        | 加藤諒/堀越真己                                                                        | 静岡               |
| 305     | 7月20日  | 木       | HYOGO+ 「ジャズライブKOBE 94歳のクラリネット奏者」                                 | 北村英治,高浜和英,八城邦義,山口雄三,今城和久                                           | 神戸               |
| 306     | 7月21日  | 金       | えぇトコ「うっとり！古の都が育む美の結晶～京都 長岡京市～」                        | 羽田美智子,村上佳菜子/子守康範,橋本のりこ                                              | 大阪               |
| 307     | 7月24日  | 月       | さんいんスペシャル「島で生きるわたしたち～隠岐島前高校～」                         | -/中尾友香                                                                             | 松江               |
| 308     | 7月25日  | 火       | あわとく「AWAタイムトリップ 阿波踊り」                                             | 犬飼貴丈,幹葉,八村秀男,下境秀幸                                                        | 徳島               |
| 309     | 7月26日  | 水       | きんよる秋田「緊急報告 秋田大雨 1週間～あのとき何が 必要な支援は」                 | 大谷昌弘                                                                               | 秋田               |
| 310     | 7月27日  | 木       | くまもとの風「いま、つながる～南阿蘇鉄道 全駅の旅～」                              | 佐藤茉那                                                                               | 熊本               |
| 311     | 7月28日  | 金       | えぇトコ「歴史の町にいのち吹き込む～滋賀 長浜市～」                                | 工藤夕貴,宮川一朗太/子守康範,橋本のりこ                                                | 大阪               |
| 312     | 7月31日  | 月       | 金よう夜きらっと新潟「ぐるっと新潟 鉄道旅～日本海ひすいライン」                    | 石井由貴                                                                               | 新潟               |
| 313     | 8月1日   | 火       | 金よう夜きらっと新潟「きらっと新潟×天才てれびくん 長岡花火応援SP」                 | 金児莉良,渡辺大馳,Kaede,堀田智之                                                       | 新潟               |
| 314     | 8月2日   | 水       | 金よう夜きらっと新潟「ぐるっと新潟 鉄道旅～越後線新潟～吉田」                      | 石井由貴/山崎智彦,木村穂乃                                                             | 新潟               |
| 315     | 8月3日   | 木       | 金よう夜きらっと新潟「ぐるっと新潟 鉄道旅～北越急行ほくほく線」                    | 石井由貴,山崎智彦                                                                      | 新潟               |
| 316     | 8月4日   | 金       | えぇトコ「幸せ吹き出す名水タウン～大阪 吹田市～」                                  | 桂文枝,田村裕/子守康範,橋本のりこ                                                      | 大阪               |
| 317     | 8月15日  | 火       | コネクト「ひろしま登山歩スペシャル」                                               | 小野文惠,石津江里子,前川夏生,山村武史,伊折直人,今村みずほ                              | 広島               |
| 318     | 8月18日  | 金       | えぇトコ「食らわんか!川と街道の町を行く～大阪 枚方市～」                           | アメリカザリガニ/子守康範,橋本のりこ                                                   | 大阪               |
| （293） | 8月22日  | 火（選） | ザ・ライフ「“平和のバトン”託し続けて～元学徒・中山きくさんの生涯」                 | -/津波信一                                                                             | 沖縄               |
| 319     | 8月24日  | 木       | とちスペ「ものづくりの哲学～ドローン開発者 五百部達也～」                          | 武田涼介                                                                               | 宇都宮             |
| 320     | 8月25日  | 金       | えぇトコ「古都の奥!まほろばの伝説の宝～奈良市 柳生界わい～」                       | かたせ梨乃,レッド吉田/子守康範,橋本のりこ                                              | 大阪               |
| 321     | 8月28日  | 月       | みえスペシャル「伊勢型紙 千年のその先へ」                                          |                                                                                        | 津                 |
| 322     | 8月29日  | 火       | コネクト「アニメ聖地旅 大崎下島 ～広島「ももへの手紙」の舞台へ～」                 | 宮田俊哉,沖浦啓之/山寺宏一                                                             | 広島               |
| 323     | 8月30日  | 水       | 1ミリ革命 みんなでローカルグッド 第3回「竹の大繁殖で土砂災害も!解決アイデア集合」  | 寺門亜衣子,佐藤研一,三浦雪絵,中畑義巳                                                  | 東京・放送センター |
| 324     | 8月31日  | 木       | #てれふく「それでも私は夢を見る 福岡 アイドルオーディション」                      | 青木宙帆,塩釜菜那,北本陽菜/坂口カンナ                                                  | 福岡               |
| 325     | 9月1日   | 金       | えぇトコ「ただきます!水と大地のおくりもの～京都石清水八幡宮界わい」                | 橋本マナミ,キンタロー。/子守康範,橋本のりこ                                            | 大阪               |
| 326     | 9月4日   | 月       | 30DAYS「枝幸町 展望台の物語」                                                      | 鷲見道子,福島駿樹                                                                      | 札幌               |
| 327     | 9月5日   | 火       | 東北ココから「自分らしい世界は少しずつだけど広がっていく」                         |                                                                                        | 仙台               |
| 328     | 9月6日   | 水       | 知るしん。 信州を知るテレビ「信州まんが道 ～熱血“武論尊塾”の青春～」               | 武論尊/磯部弘                                                                          | 長野               |
| 329     | 9月8日   | 金       | えぇトコ「行こうか!悠久の手業の里へ～滋賀 甲賀市～」                               | 未知やすえ,マギー/子守康範,橋本のりこ                                                  | 大阪               |
| （323） | 9月9日   | 土（選） | 1ミリ革命 みんなでローカルグッド 第3回「竹の大繁殖で土砂災害も!解決アイデア集合」  | 寺門亜衣子,佐藤研一,三浦雪絵,中畑義巳                                                  | 東京・放送センター |
| 330     | 9月11日  | 月       | 紀の国スペシャル「命きらめく 田辺の海」                                            | -/田中悠人                                                                             | 和歌山             |
| 331     | 9月12日  | 火       | Yスぺ「そして西の京は生まれた～大内氏の謎に迫る～」                                | 長野亮                                                                                 | 山口               |
| 332     | 9月13日  | 水       | 四国らしんばん「“完全復活!”祭りのチカラ」                                          | 川村文乃,大本敬久,永井伸一/塩﨑実央                                                    | 松山               |
| 333     | 9月14日  | 木       | ザ・ライフ「～人生はジャズとともに齋藤悌子87歳～」                                 | 齋藤悌子,デヴィッド・マシューズ,松永誠剛,Marino/Awich                                  | 福岡               |
| 334     | 9月15日  | 金       | えぇトコ「人情がつくる都会のオアシス～兵庫 尼崎市～」                              | 松村邦洋,未知やすえ/子守康範,橋本のりこ                                                | 大阪               |
| 335     | 9月19日  | 火       | 北海道道「サンマ“記録的不漁”はなぜ？調査船・北太平洋7000キロ」                     | 鈴井貴之,多田萌加                                                                      | 札幌               |
| 336     | 9月20日  | 水       | きんよる秋田「あきた鉄道出会い旅 秋田内陸縦貫鉄道編」                              | 松井大,庄司樹奈                                                                        | 秋田               |
| 337     | 9月21日  | 木       | ぐんまスペシャル「ぐんまちゃん ひと夏の挑戦～海外進出に密着～」                    | 青木宙帆,塩釜菜那,北本陽菜/坂口カンナ                                                  | 前橋               |
| 338     | 9月22日  | 金       | えぇトコ「400年の誇り わが町の城と生きる～兵庫 姫路市～」                          | 浅野ゆう子,室井滋/子守康範,橋本のりこ                                                  | 大阪               |
| 339     | 9月25日  | 月       | 東海 ドまんなか!「子育て支援 ホントに必要なのは？」                                | 浅尾美和,山口慎太郎,藤井彩子,田所拓也                                                  | 名古屋             |
| 340     | 9月26日  | 火       | さんいんスペシャル「やっぱり二人で生きたい 認知症の妻へ送る手紙」                  | -/原田美枝子                                                                           | 鳥取               |
| 341     | 9月27日  | 水       | 1ミリ革命 みんなでローカルグッド 第4回「どうする？空き家の“ミスマッチ”解消」       | 寺門亜衣子,齊藤広子,奥田恭大,椛田真彩,河野まりな,桃田佳依,周防則志,小島萌衣            | 東京・放送センター |
| 342     | 9月28日  | 木       | 四国らしんばん「四国アップデート委員会 夏休みだよ若者集合!」                       | ガリベンズ矢野,星野ルネ,永井伸一                                                       | 松山               |
| 343     | 9月29日  | 金       | えぇトコ「実りをもたらす 愛され川 ～和歌山 紀の川市～」                            | 紫吹淳,田丸麻紀/子守康範,橋本のりこ                                                    | 大阪               |
| （341） | 9月30日  | 土（選） | 1ミリ革命 みんなでローカルグッド 第4回「どうする？空き家の“ミスマッチ”解消」       | 寺門亜衣子,齊藤広子,奥田恭大,椛田真彩,河野まりな,桃田佳依,周防則志,小島萌衣            | 東京・放送センター |
| 344     | 10月3日  | 火       | 30DAYS「津別 予期せぬ出会い」                                                      | -/monq design                                                                          | 札幌               |
| 345     | 10月4日  | 水       | みちたん～ああ!すばらしきセカイ～「1千万円の夢で46回目」                           | -/田中要次,山家美枝子                                                                  | 仙台               |
| 346     | 10月5日  | 木       | 金よう夜きらっと新潟「ぐるっと新潟 鉄道旅～JR羽越本線～」                          | 石井由貴                                                                               | 新潟               |
| 347     | 10月6日  | 金       | えぇトコ「英気を養う!天空の聖地 ～和歌山 高野町～」                                | 武田真治,峯岸みなみ/子守康範,橋本のりこ                                                | 大阪               |
| 348     | 10月10日 | 火       | ホクロック!「北陸の課題も解決!プロスポーツにチャンスあり」                         | 池田航,西村貴之,平塚柚希/松嶌杏実                                                      | 福井               |
| 349     | 10月11日 | 水       | かんさい熱視線「大阪 ある地方紙 最後の日々」                                       | 金井啓子,近田雄一                                                                      | 大阪               |
| 350     | 10月12日 | 木       | コネクト「ぐるっと中国地方 ブラフミエ 鳥取“カレー王国”の秘密」                     | 小野文惠,池本百代,濱田香,山根貴世子,木谷清人,中村広樹,田中里志                         | 広島               |
| 351     | 10月13日 | 金       | えぇトコ「汗の結晶!未来輝くだんじり魂 ～大阪 岸和田市～」                          | 辰巳琢郎,黒谷友香/子守康範,橋本のりこ                                                  | 大阪               |
| 352     | 10月16日 | 月       | さぬきドキっ!「ある地方のモスクから」                                              | -/塩﨑実央                                                                             | 高松               |
| 353     | 10月17日 | 火       | ザ・ライフ「姉妹で世界を目指す～デフバドミントン選手 紋可と真衣」                  | -/池田陽香                                                                             | 福岡               |
| 354     | 10月18日 | 水       | 北海道道「アドベンチャー王国 北海道の魅力」                                        | 鈴井貴之,多田萌加                                                                      | 札幌               |
| 355     | 10月19日 | 木       | やまコレ「どうする家康スペシャルトークショーin鶴岡」                               | 大森南朋,磯智明,羽隅将一                                                               | 山形               |
| 356     | 10月20日 | 金       | えぇトコ「歴史の町の“ほんまもん” ～大阪 堺市・前編～」                             | 片岡鶴太郎,田中美里/子守康範,橋本のりこ                                                | 大阪               |
| 357     | 10月23日 | 月       | 知るしん 信州を知るテレビ「丸山智己がゆく! 大地を食べ 食を育む」                   | 丸山智己                                                                               | 長野               |
| 358     | 10月29日 | 日       | 1ミリ革命 みんなでローカルグッド 第5回「我が家の隣に野生生物！あなたはどうする？」 | 寺門亜衣子,五箇公一,WoWキツネザル,市原岳人,岩本光徳                                    | 東京・放送センター |
| （358） | 11月2日  | 木（選） | 1ミリ革命 みんなでローカルグッド 第5回「我が家の隣に野生生物！あなたはどうする？」 | 寺門亜衣子,五箇公一,WoWキツネザル,市原岳人,岩本光徳                                    | 東京・放送センター |
| 359     | 11月2日  | 木       | みやぎUP-DATEスペシャル「あなたの町は大丈夫？宮城で広がる“竹”の大問題」            | マギー審司,北美梨寧,岩間瞳,安藤歩美                                                    | 仙台               |
| 360     | 11月3日  | 金       | たっぷり静岡+「加藤諒の家康ゆかり旅～駿府編～」                                    | 加藤諒/堀越真己                                                                        | 静岡               |
| 361     | 11月6日  | 月       | 金よう夜きらっと新潟「こんなウワサ 調べてみたんですけど…」                         | 片山優,ハイキングウォーキング                                                          | 新潟               |
| 362     | 11月7日  | 火       | 東海 ドまんなか!「あなたの働き方も変わる!?学校・本気の働き方改革」                 | 澤田真由美,藤井彩子,田所拓也                                                           | 名古屋             |
| 363     | 11月8日  | 水       | @okayama「ちょっとヤバい 岡山の交通事情」                                          | 沖侑果,勝呂恭佑                                                                        | 岡山               |
| 364     | 11月9日  | 木       | 四国らしんばん「四国で働くシン時代」                                               | 小林祐児,永井伸一                                                                      | 松山               |
| 365     | 11月10日 | 金       | えぇトコ「心も体も満たされる 日本一の柿の里〜奈良 五條市〜」                       | 岩本勉,山田まりや/子守康範,橋本のりこ                                                  | 大阪               |
| 366     | 11月13日 | 月       | キミだけ応援団「みんな色に青春を染めて〜鹿児島女子高校染織部」                     | 鹿児島女子高校染織部,しゃかりき/髙木悠未                                               | 福岡               |
| 367     | 11月14日 | 火       | 北海道道「馬産地応援 ようこそ!あなたの知らない"ウマの世界"へ」                     | 鈴井貴之,多田萌加,相羽あいな                                                           | 札幌               |
| 368     | 11月15日 | 水       | いわチャン「神秘の三貫島 〜命あふれる無人島〜」                                    | 佐藤文男，馬久地杜行                                                                   | 盛岡               |
| 369     | 11月16日 | 木       | どどどど!夜間部「わたし、推しになります〜信州発アイドル 初ライブの舞台裏〜」       | 山里亮太                                                                               | 長野               |
| 370     | 11月17日 | 金       | えぇトコ「情熱あふれる ものづくりの里山 〜京都 綾部市〜                            | 勝村政信,武田修宏/子守康範,橋本のりこ                                                  | 大阪               |
| 371     | 11月20日 | 月       | ホクロック!「北陸を元気に! おいしい食ブランド最前線」                              | 池田航,野口将輝                                                                        | 金沢               |

### 2024年度
| 回  | 放送日   | 曜日 | 放送番組                                                                                  | 主な出演/語り                                                          | 制作局     |
| --- | -------- | ---- | ----------------------------------------------------------------------------------------- | ---------------------------------------------------------------------- | ---------- |
| 372 | 4月6日   | 土   | 知るしん。 信州を知るテレビ「戦禍の憎しみ ふたりの対話～ウクライナ元負傷兵 闘いの先に～」 | -/湯浅真由美                                                           | 長野       |
| 373 | 4月13日  | 土   | 北陸スペシャル「もう一度ここで働きたい～どうする?被災地のなりわい再建～」                 | 常盤貴子,阿部晃成,永井伸一/梶原典明                                    | 金沢・富山 |
| 374 | 4月20日  | 土   | @okayama「ウクライナ侵攻から2年～幸せと言える日は～」                                     | -/松本真季                                                             | 岡山       |
| 375 | 4月27日  | 土   | #てれふく「新門司－横須賀 往復フェリー」                                                  | -/坂口カンナ                                                           | 福岡       |
| 376 | 5月4日   | 土   | きんよる秋田「秋田、君の声が聴きたい2024 後編」                                           | 平子祐希,堀井美香/西尾文花                                             | 秋田       |
| 377 | 5月6日   | 月   | 東北ココから「人生は"敗者復活戦"～仙台育英高校硬式野球部卒業生の春～」                    | -/須江航                                                               | 宮城       |
| 378 | 5月11日  | 土   | 北海道道「ぼくだからできること～美唄・全盲の精神科医～」                                  | 鈴井貴之,多田萌加                                                      | 札幌       |
| 379 | 5月18日  | 土   | ドキュメント4「21歳 私のプライド vol7. 海の管制官 原田瑞希」                              | 原田瑞希/種﨑敦美                                                      | 松山       |
| 380 | 5月25日  | 土   | かんさい熱視線「どうなる学校給食 節約?値上げ?無償化?」                                    | 鳫咲子                                                                 | 大阪       |
| 381 | 6月1日   | 土   | 知るしん。 信州を知るテレビ「画竜点睛（がりょうてんせい）～神獣アート、世界へ～」         | 小松美羽/ヒコロヒー                                                    | 長野       |
| 382 | 6月8日   | 土   | 東海 ドまんなか「渥美半島発! これが縄文人のリアルだ」                                     | 須田亜香里,増山禎之,藤井彩子,澤田拓海                                  | 名古屋     |
| 383 | 6月15日  | 土   | @okayama「国立公園指定90年 ミッションin瀬戸内海」                                         | 井口浩之,河畑達子,塩田慎二                                             | 岡山       |
| 384 | 6月22日  | 土   | SAGA SOUL -さが魂-「"ゴールドのり"、逆境に輝く」                                          | -/山下万希                                                             | 佐賀       |
| 385 | 6月29日  | 土   | 東北ココから「激甚化する東北の大雨災害～あなたを守るため今できること～」                  |                                                                        | 仙台       |
| 386 | 7月6日   | 土   | 北海道道「"教授"の愛したスタジオ」                                                        | 鈴井貴之,多田萌加,大貫妙子,藤原聡,菅田将暉,タイヘイ,オチ・ザ・ファンク | 札幌       |
| 387 | 7月13日  | 土   | とさ金「高知競馬 快進撃の舞台裏」                                                         | 千野秀和,濱田龍臣,渡辺隆裕                                             | 高知       |
| 388 | 7月20日  | 土   | HYOGO+「神戸と温泉と、坂本さん 愛されて 最後の日々」                                      |                                                                        | 神戸       |
| 389 | 8月17日  | 土   | 金よう夜きらっと新潟「ぐるっと新潟 鉄道旅 ～JR越後線 吉田駅から柏崎駅～」                 | 石井由貴,山崎智彦                                                      | 新潟       |
| 390 | 8月24日  | 土   | たっぷり静岡+「だもんで、小山町。」                                                       | -/堀越真己                                                             | 静岡       |
| 391 | 8月31日  | 土   | 発見!あおもり深世界「モノからたどる私の戦争 後世に残す戦争証言」                          | ジョナゴールド,長谷川史佳/斎藤希実子,杉嶋亮作                          | 青森       |
| 392 | 9月7日   | 土   | みえスペシャル「伊勢のあんこ屋 変わらぬ“家族”の味」                                       | -/内田也哉子                                                           | 津         |
| 393 | 9月14日  | 土   | コネクト「夏井いつき “原爆俳句”を訪ねて」                                                 | 夏井いつき,岩岡中正,新庄洋,小野文惠                                    | 広島       |
| 394 | 9月21日  | 土   | 北海道道「さよなら 回転レストラン～札幌を見つめた半世紀～」                               | 鈴井貴之,多田萌加                                                      | 札幌       |
| 395 | 9月28日  | 土   | いわチャン「わらび作りにかける夢」                                                        | -/小山茉美                                                             | 盛岡       |
| 396 | 10月5日  | 土   | ウオカツ!「魚も人も元気印! 福岡 糸島」                                                    | 伊藤柚貴,大富潤,希山愛                                                 | 福岡       |
| 397 | 10月12日 | 土   | "わたし"の幕が上がる～徳島・城東高校演劇部～                                              | -/上白石萌音                                                           | 徳島       |
| 398 | 10月19日 | 土   | 正倉院の扉スペシャル                                                                      | 西川明彦/吉岡秀隆                                                      | 奈良       |
| 399 | 10月26日 | 土   | 知るしん。 信州を知るテレビ「険路 駆け抜ける プロ山岳ランナー上田瑠偉」                   | 上田瑠偉                                                               | 長野       |
| 400 | 11月2日  | 土   | 東海 ドまんなか「地域を変える! 東海のスーパー公務員」                                     | 藤原直樹,高橋みなみ,藤井彩子                                           | 名古屋     |
| 401 | 11月16日 | 土   | #てれふく「独りでも、大家族 〜久留米“じじっか”の6か月〜」                                 | -/坂口カンナ                                                           | 福岡       |
| 402 | 11月23日 | 土   | 東北ココから 東北ソリューション“後継ぎなし廃業”をなくせ!                                  | -                                                                      | 仙台       |

### 2025年度
| 回 | 放送日 | 曜日 | 放送番組                                                    | 主な出演/語り | 制作局 |
| -- | ------ | ---- | ----------------------------------------------------------- | ------------- | ------ |
|    | 4月6日 | 日   | 金曜やまなし いとしの青春ラジオ 〜復刻 FМリクエストアワー〜 | 三橋大樹      | 甲府   |